# 佐藤工業
佐藤工業株式会社（さとうこうぎょう）は、北陸創業の大手建設会社（ゼネコン）である。1862年（文久2年）創業。
ピーク時には準大手規模の売上高を誇った。土木工事、特にトンネル工事に高い技術力と実績を有し、青函トンネル、黒部ダム、東京湾アクアライン、本州四国連絡橋などの大型国家プロジェクトに数多く携わってきた。

## 企業情報
- 本社所在地：東京都中央区日本橋本町4-12-19
- 本店所在地：富山県富山市桜木町1-11
- 支店：札幌、東北（仙台）、東京、北陸（富山）、名古屋、大阪、中国（広島）、九州（福岡）、シンガポール
- 海外拠点：シンガポール、タイ、マレーシア、中国、カンボジア、インドネシア

## 特徴
- トンネル掘削の日進・月進記録は常に業界トップクラスであり、「トンネルの佐藤」と呼ばれている。
- 世界最長の複線陸上トンネル東北新幹線「八甲田トンネル」受注施工。
- サッカーJリーグの横浜フリューゲルスに全日本空輸（ANA）と共同出資していた。佐藤工業の経営不振の影響と、後継の出資企業不在のため、ANAによる単独経営が困難になり、横浜マリノスとの合併と更なる経営不振のきっかけとなった。
- 明治年間には福井に支店を設け、下請けとして飛島文吉（飛島組。現・飛島建設）と熊谷三太郎（熊谷組創業者）が働いていた。明治38年に熊谷三太郎、大正元年には前田又兵衛（前田建設工業創業者）が飛島組に入社。
- 創業地富山県と関係が強く、黒部ダムに代表される黒部川水系の電源開発にも深く関わっている。
- シンガポールでの受注高は業界第三位である。

## 沿革
- 1862年（文久2年）- 佐藤助九郎（初代）が越中国柳瀬村（現・富山県砺波市）にて「佐藤組」を創業。
- 1866年（慶応2年）- 越中国の治水事業を総じて受注施工する。
- 1885年（明治18年）- 東海道本線の沼津～富士間工事を受注施工する。神通川を遡り、飛騨の高山に出て、名古屋を経て10日ばかりで現着した。初めての鉄道工事に佐藤助九郎率いる三百名は仕事道具を携え、雨避けの蓑笠を被る旧幕時代そのままの異様な容儀で周囲を驚かせた。
- 1931年（昭和6年）- 資本金200万円をもって法人改組し、佐藤工業株式会社を設立する。
- 1940年（昭和15年）- 日本電力黒部川第三発電所竣工。
- 1973年（昭和48年）- 東北新幹線第2有壁トンネル（TBM）で、掘削日進62.18m、掘削月進670mの日本記録を樹立
- 2002年（平成14年）
  - 3月3日 - 子会社8社と共に東京地方裁判所に会社更生法の適用を申請し経営破綻。負債総額は単体で4,499億円、連結では約5,900億円[2]。
  - 3月31日 - 更生手続開始決定。
  - 6月4日 - 東証1部（現・プライム）上場廃止。
- 2003年（平成15年）
  - 3月6日 - 川田工業・若築建設を支援企業として更生計画案を提出。
  - 3月31日 - 更生計画認可。
  - 6月28日 - 全額減資し新資本金を増資。
- 2004年（平成16年）- 世界最長の陸上トンネル・八甲田トンネル（市ノ渡工区）が貫通。
- 2009年（平成21年）9月30日 - 会社更生手続終結。

## 登録部門
建設業許可
- 国土交通大臣許可（特－23）第410号
  - 【許可業種】土木工事業、建築工事業、とび・土工工事業、電気工事業、管工事業、鋼構造物工事業、ほ装工事業、しゅんせつ工事業、内装仕上工事業、造園工事業、水道施設工事業
- 国土交通大臣許可（特－25）第410号
  - 【許可業種】大工工事業、左官工事業、石工事業、屋根工事業、タイル･れんが･ブロック工事業、塗装工事業、防水工事業

宅地建物取引業免許
- 国土交通大臣 (12) 第1751号

一級建築士事務所登録
- 東京都知事第500号

建設コンサルタント登録
- 建25第1116号
  - 【登録部門】土質及び基礎部門、鋼構造及びコンクリート部門、トンネル部門、施工計画、施工設備及び積算部門、建設環境部門

測量業者登録
- 登録第(2)-32013号

## 主な施工物件
- NASPAニューオータニ
- 国立がんセンター中央病院
- TKPゲートタワービル
- 北陸電力本社ビル
- 東北電力能代火力発電所
- 浜岡原子力発電所
- 富山市庁舎
- ヒルトン東京お台場
- 東京MIビル（現天王洲ファーストタワー）
- グラスシティ栄
- 東武動物公園
- 大江戸温泉物語
- 横浜国際総合競技場
- ぴあアリーナMM
- ベンジャミン・シアーズ・ブリッジ（シンガポール）
- シンガポール・新最高裁判所
- シンガポール・チャンギ国際空港
- クアラルンプール国際空港（マレーシア）

## 2002年の会社更生法申請に至る経緯
バブル期に不動産事業を拡大したことが裏目に出て経営難に陥り、主要取引行の第一勧業銀行（現・みずほ銀行）をはじめとする各行の債権放棄や、大幅な社員数削減を行い経営再建を進めた。再建計画は順調に推移したが、市場規模の縮小による経営環境悪化と巨額の有利子負債の利子負担が経営を圧迫し、企業努力の限界に至った。
支援した第一勧業銀行は、系列ゼネコン3社（佐藤工業・間組・飛島建設）の経営統合を行う「みずほ建設」構想を立てたが実現せず、また時の政府がデフレーション対策の一環として掲げた「不良債権処理の進展を内外に示したい時期であること・金融庁による特別検査の最終期限が迫っていたこと」もあり、第一勧業銀行は支援を打ち切る決断を下し、2002年3月に会社更生法の適用申請を行うこととなった。
2009年（平成21年）9月末をもって更生債権の弁済を終え、更生手続は終結。更生計画では10年間で弁済を終える予定だったが、約4年間の前倒しとなった。
現在は再建を達成、安定した財務体質を保っている。

## 関連企業
- スター総合建設株式会社
- 株式会社エスケークリード
- 株式会社建販
- Sato Kogyo (Malaysia) Sdn.Bhd.（マレーシア）
- Sato Kogyo Bangkok Co.,Ltd.（タイ）
- Sato Kogyo (Singapore) Pte.Ltd.（シンガポール）
- Sato Kogyo (CAMBODIA) Co.,Ltd.（カンボジア）